# العلاقات البرتغالية الفنلندية
العلاقات البرتغالية الفنلندية هي العلاقات الثنائية التي تجمع بين البرتغال وفنلندا.

## مقارنة بين البلدين
هذه مقارنة عامة ومرجعية للدولتين:
| وجه المقارنة                                              | البرتغال                                                  | فنلندا                                                                               |
| --------------------------------------------------------- | --------------------------------------------------------- | ------------------------------------------------------------------------------------ |
| المساحة (كم2)                                             | 92.21 ألف                                                 | 338.42 ألف                                                                           |
| عدد السكان (نسمة)                                         | 10.60 مليون                                               | 5.52 مليون                                                                           |
| الكثافة السكانية (ن./كم²)                                 | 114.95                                                    | 16.31                                                                                |
| العاصمة                                                   | لشبونة                                                    | هلسنكي                                                                               |
| اللغة الرسمية                                             | اللغة البرتغالية، اللغة الميراندية                        | اللغة الفنلندية، اللغة السويدية                                                      |
| العملة                                                    | يورو، اسكودو برتغالي                                      | يورو، ماركا فنلندية                                                                  |
| الناتج المحلي الإجمالي (بليون دولار)                      | 217.57 مليار                                              | 251.88 مليار                                                                         |
| الناتج المحلي الإجمالي (تعادل القوة الشرائية) بليون دولار | 307.82 مليار                                              | 231.84 مليار                                                                         |
| الناتج المحلي الإجمالي الاسمي للفرد دولار أمريكي          | 19.22 ألف                                                 | 42.31 ألف                                                                            |
| الناتج المحلي الإجمالي للفرد دولار أمريكي                 | 28.76 ألف                                                 | 40.68 ألف                                                                            |
| مؤشر التنمية البشرية                                      | 0.830                                                     | 0.883                                                                                |
| رمز المكالمات الدولي                                      | +351                                                      | +358                                                                                 |
| رمز الإنترنت                                              | .pt                                                       | .fi                                                                                  |
| المنطقة الزمنية                                           | توقيت غرب أوروبا، توقيت غرب أوروبا الصيفي، أوروبا/لشبونة ‏ | ت ع م+02:00، ت ع م+03:00، أوروبا/هلسنكي ‏، توقيت شرق أوروبا، توقيت شرق أوروبا الصيفي ‏ |

## مدن متوأمة
في ما يلي قائمة باتفاقيات التوأمة بين مدن برتغالية وفنلندية:
- ترتبط Sesimbra [الإنجليزية]‏ مع كاركيلا باتفاقية توأمة.

## منظمات دولية مشتركة
يشترك البلدان في عضوية مجموعة من المنظمات الدولية، منها:
| علم المنظمة | اسم المنظمة                               | تاريخ انضمام البرتغال | تاريخ انضمام فنلندا |
| ----------- | ----------------------------------------- | --------------------- | ------------------- |
|             | وكالة الفضاء الأوروبية                    | ?                     | 1969                |
|             | بنك التنمية الآسيوي                       | 2002                  | 1966                |
|             | الاتحاد الأوروبي                          | 1986                  | 1995                |
|             | وكالة ضمان الاستثمار متعدد الأطراف        | 6 يونيو 1988          | 28 ديسمبر 1988      |
|             | منظمة التعاون الاقتصادي والتنمية          | 4 أغسطس 1961          | 1969                |
|             | الأمم المتحدة                             | 14 ديسمبر 1955        | 14 ديسمبر 1955      |
|             | الوكالة الدولية للطاقة                    | ?                     | ?                   |
|             | الفريق المعني برصد الأرض                  | ?                     | ?                   |
|             | مركز تنسيق الحركة في أوروبا ‏              | ?                     | ?                   |
|             | منظمة حظر الأسلحة الكيميائية              | ?                     | ?                   |
|             | منظمة التجارة العالمية                    | ?                     | 1995                |
|             | منظمة الشرطة الجنائية الدولية             | ?                     | ?                   |
|             | البنك الإفريقي للتنمية                    | ?                     | ?                   |
|             | منظمة الأمن والتعاون في أوروبا            | 25 يونيو 1973         | 25 يونيو 1973       |
|             | مؤسسة التنمية الدولية                     | 29 ديسمبر 1992        | 29 ديسمبر 1960      |
|             | نظام تحكم تكنولوجيا القذائف               | 1992                  | 1991                |
|             | يونسكو                                    | 11 مارس 1965          | 10 أكتوبر 1956      |
|             | مجلس أوروبا                               | ?                     | 5 مايو 1989         |
|             | الاتحاد البريدي العالمي                   | ?                     | ?                   |
|             | البنك الدولي للإنشاء والتعمير             | 29 مارس 1961          | 14 يناير 1948       |
|             | اتفاقية السماوات المفتوحة                 | ?                     | ?                   |
|             | المنظمة الهيدروغرافية الدولية             | ?                     | ?                   |
|             | المرصد الأوروبي الجنوبي                   | 2001                  | 2004                |
|             | الاتحاد الدولي للاتصالات                  | 1866                  | 1 سبتمبر 1920       |
|             | مؤسسة التمويل الدولية                     | 8 يوليو 1966          | 20 يوليو 1956       |
|             | المنظمة الأوروبية لسلامة الملاحة الجوية   | 1986                  | 2001                |
|             | المركز الدولي لتسوية المنازعات الاستشارية | 1 أغسطس 1984          | 8 فبراير 1969       |
|             | مجموعة أستراليا                           | 1985                  | 1991                |
|             | مجموعة الموردين النوويين                  | ?                     | ?                   |

## أعلام
هذه قائمة لبعض الشخصيات التي تربطها علاقات بالبلدين:
- آنا آبرو (مغنية فنلندية، 7 فبراير 1990[24] – )
- سارا نونيز (مغنية فنلندية، 1980 – )

## وصلات خارجية
- موقع وزارة الخارجية البرتغالية
- موقع وزارة الخارجية الفنلندية